# ソウル広場
ソウル広場は大韓民国の首都ソウルの中心部中区にある広場で、ソウル特別市市庁前にある。
かつては小公門路、南大門路、太平路、乙支路、世宗路、武橋洞路を結ぶジャンクション的役割を担っていた交通の要衝であったが、車道を削り、現在の広場が作られた。

## 歴史
ソウル広場の歴史は、高宗がロシア公使館に避難（露館播遷）した後、慶運宮（後の徳寿宮）に帰って来た1897年から始まる。皇帝になった高宗は国の基礎を新たにするために、徳寿宮大漢門の前を中心にする放射扇形道路を築き、先方に圜壇丘を設置したが、これがソウル広場の原型であるといわれる。日本統治時代の1926年になると、現在のソウル市庁舎が京城府庁舎として建設される。
2002 FIFAワールドカップの野外応援がソウル市庁前で（一般交通を統制し）行われたことを契機に市民の間に広場建設の機運が高まった。また、極端に少ない横断歩道、市庁前ロータリーの複雑な車両の通行方式の改善が必要なことから、広場の造成が2004年5月から検討された（このあたりの話題に関しては、関川夏央『ソウルの練習問題』を参照にされたい）。
広場には、芝生、舞台、噴水（地上から直接水が出る形式のもの）、冬季にはスケート場がオープンし市民がくつろげるスペースとなっている。
広場に隣接する旧市庁舎の建物のすぐ後方に流線型の斬新な新庁舎が建設された。旧市庁舎は日本統治時代の残滓として撤去しようという意見と、貴重な建物として残すべきと言う意見が対立していたが、結局残されることになり、一部は図書館として活用されている。
新市庁舎は2008年に計画が発表された。株式会社アイアークのユ・ゴル代表によるデザインで、「伝統・市民・未来」というコンセプトが込められているという。また「ワウコリア」によると、デザインは「韓国伝統家屋の曲線の美などを生かした伝統建築様式」が用いられた。新庁舎は2012年8月27日にソウル特別市庁として竣工し、同年9月1日から運用を開始した。

## 概要
名前の由来
2004年3月3日から4月5日までインターネットでの公募を行い決定。
住所
ソウル市中区太平路1街
規模
13207m2（内訳：芝生6283m2、その他6924m2）
芝生
寒さに強いケンタッキーブルーグラス（ソウルワールドカップ競技場と同じもの）
工期
79日
付随施設　
舞台　噴水（3月15日より11月まで）　スケート場（冬季のみ開場。2005年は12月9日から、2月8日まで開場した。利用料は1000ウォン）
交通方式の変更
ジャンクション的役割を担っていたソウル市庁前のロータリーであるが、ソウル広場造成により、自動車の通行方式にも変更が生じた。2004年3月1日より、小公門路から乙支路へ行く際には、市庁前ではなくソウルプラザホテルの裏を通り抜けてゆくこととなり、小公門路から世宗路へ抜ける場合には、一方通行化された武橋洞路を抜け、三車線に拡張されたソウル市庁舎の裏の道を通ることとなった。通行方式変更の当日は車線変更になれない車両で周辺は大渋滞した。

## 交通

### 鉄道
- ソウル交通公社2号線・ソウル交通公社1号線:市庁駅

## 周辺地形
- 清渓川